# Portret pana Bertin
Portret pana Bertin (fr. Portrait de Monsieur Bertin) – obraz olejny Jeana-Auguste’a-Dominique’a Ingres’a z 1832, obecnie przechowywany w Luwrze.
Portret przedstawia potentata prasowego, właściciela czasopisma politycznego Le Journal des débats Louisa-François Bertina. Bertin był zwolennikiem monarchii liberalnej a dzięki portretowi stał się symbolem rodzącej się nowej klasy społecznej, burżuazji wchodzącą na salony władzy politycznej i gospodarczej. Znajomość Bertina z Ingresem zawiązała się prawdopodobnie przez syna magnata prasowego Édouarda Bertina, który był uczniem malarza w 1827 roku. Możliwe jest również, iż Ingres poznał Bertina przez swojego przyjaciela, Étienne-Jean Delécluze (również malarza).
Ingres namalował masywnego sześćdziesięcioletniego Bertina w fotelu o wygiętym oparciu, w obcisłej nieco za małej kamizelce i w marynarce. Swobodna postawa modela sugeruje jego pewność siebie. Wokół postaci malarz nie przedstawił żadnego przedmiotu by nie rozpraszał uwagi widza. Gładka powierzchnia, frontalne ujęcie oraz padające światło nadaje obrazowi bardzo realistyczny efekt.
Obraz jest sygnowany: J.INGRES PINXIT 1832 w górnym lewym rogu.